# De revolutionibus orbium coelestium
De revolutionibus orbium coelestium (slovensko: O revolucijah nebesnih sfer, tudi O kroženju nebesnih krogel) je temeljno delo astronoma Nikolaja Kopernika (1473–1543) iz obdobja poljske renesanse. Knjiga, ki je bila prvič natisnjena leta 1543 v Nürnbergu v Svetem rimskem cesarstvu, je ponudila alternativni model vesolja Ptolemajevemu geocentričnemu modelu, ki je bil splošno sprejet že v antiki.

## Zgodovina
Kopernik je svoj sistem sprva orisal v kratkem, nenaslovljenem in nepodpisanem rokopisu, imenovanem Commentariolus (Komentar), ki ga je razdelil več prijateljem. Na seznamu dokumentov knjižnice nekega zdravnika iz leta 1514 je rokopis, katerega opis se ujema s Commentariolusom. Iz tega je mogoče sklepati, da je Kopernik že takrat pričel z delom na novem sistemu. Večina zgodovinarjev meni, da je Commentariolus napisal po vrnitvi iz Italije, verjetno po letu 1510. V tem času je Kopernik pričakoval, da bo zlahka uskladil gibanje Zemlje z zaznanimi gibanji planetov z manj koraki, kot je bilo potrebno v Alfonzovimi tablicami,  različico Ptolemajevega sistema, ki je veljal v tistem času. Kopernikov heliocentrični model je uporabil zlasti Urdijevo Lemo, ki jo je v 13. stoletju razvil Muajjad al-Din al-Urdi, prvi med  astronomi Maraghe v Perziji, ki je razvil neptolemajski model gibanja planetov.
Opazovanja Merkurja Regiomontanovega učenca Bernharda Waltherja (1430–1504) iz Nürnberga, je Koperniku dal na razpolago Johannes Schöner. Kopernik je dobil  skupno 45 opazovanj, od tega 14 z zemljepisno dolžino in širino. Kopernik je v De revolutionibus uporabil tri od njih, pri čemer je navedel le zemljepisne dolžine in jih pomotoma pripisal Schönerju. Kopernikove vrednosti so se nekoliko razlikovale od tistih, ki jih je objavil Schöner leta 1544 v  Observationes XXX annorum a I. Regiomontano et B. Walthero Norimbergae habitae, [4°, Norimb. 1544] .
Izvirni Kopernikov  rokopis De revolutionibus se je ohranil. Po njegovi smrti je bil izročen njegovemu učencu Retiju, ki je dobil izvod brez opomb. Rokopis je preko Heidelberga končal v Pragi, kjer so ga v 18. stoletju ponovno odkrili in preučili. Natančen pregled rokopisa, vključno z različnimi vrstami uporabljenega papirja, je znanstvenikom pomagal sestaviti približen časovni potek  njegovega  nastajanja. Kopernik je očitno začel samo z nekaj astronomskimi opazovanji, da bi dobil nove podatke za izpopolnitev svojih modelov. Knjigo je morda začel pisati že med opazovanji. Do leta 1530 je bil znaten del knjige dokončan, vendar je Kopernik okleval z njeno objavo. Leta 1536 je Koperniku pisal kardinal Nikolaus von Schönberg  in ga pozval, naj objavi svoj rokopis.
Leta 1539 je v Frauenburg (Frombork) prispel mlad matematik Georg Joachim Rheticus iz Wittenberga, da bi študiral pri Koperniku. Rheticus je prebral Kopernikov rokopis in takoj napisal nestrokoven povzetek njegovih glavnih teorij v obliki odprtega pisma, naslovljenega na Schönerja, svojega učitelja astrologije v Nürnbergu. Schöner je njegovo pismo kot  Narratio Prima  (Prva zgodba) objavil v Danzigu leta 1540. Rheticusov prijatelj in mentor Achilles Gasser je drugo izdajo Narratio Prima izdal v Baslu leta 1541. Zaradi prijaznega sprejema je Kopernik končno pristal na objavo več svojih glavnih del. Leta 1542 je objavol razpravo o trigonometriji, vzeto iz druge knjige še neobjavljenega De revolutionibus. Rheticus je razpravo objavil v Kopernikovem imenu.
Pod močnim Rheticusovim pritiskom in spoznanju, da sprejem njegovega dela ni bil neugoden, se je Kopernik končno strinjal, da bo dal knjigo svojemu tesnemu prijatelju, škofu Tiedemannu Gieseju, da jo  izroči Rheticusu v Wittenbergu. Knjigo je leta 1543 malo pred Kopernikovo smrtjo natisnil Johannes Petreius v Nürnbergu.
Kopernik je hranil kopijo svojega rokopisa, ki je bil po njegovi smrti poslan Rheticusu, da bi ustvaril verodostojno izvirno različico knjige. Načrt ni uspel. Knjiga je bila natisnjena šele potem, ko  je bila v 18. stoletju ponovno najdena Kopernikova kopija. Kopijo hrani  Univerzitetna knjižnica Jagelonske univerze v Krakovu (kataloška številka BJ 10 000).
Kopernikova dela so bila z odlokom kongregacije Rimskokatoliške cerkve 5. marca 1616 (več kot 70 let po Kopernikovi objavi) uvrščena na seznam prepovedanih knjig:
Ta sveta kongregacija se je seznanila tudi s širjenjem in množičnim sprejemanjem pitagorejske doktrine, ki je popolnoma v nasprotju s Svetim pismom, da se Zemlja premika in da Sonce miruje, kar učita tudi delo De revolutionibus orbium coelestium Nikolaja Kopernika in delo V Jobu ... Diega de Zúñige. Da tako mnenje ne bi še bolj škodovalo katoliški resnici, se je kongregacija odločila, da knjigi Nikolaja Kopernika [De revolutionibus] in Diega de Zúñige [V Jobu] do poprave suspendira.

## Vsebina
V prvi izdaji je imela Kopernikova knjiga predgovor anonimnega avtorja, da so izračuni v skladu z opažanji in ne morejo razrešiti filozofskih resnic. Kasneje se je izkazalo, da je avtor luteranski pridigar Andreas Osiander, ki je živel v Nürnbergu, ko je bila tam natisnjena prva izdaja. V naslednjih izdajah je bil Kopernikov osebni predgovor, v katerem svoje delo posveča papežu Pavlu III. in se nanj obrača kot na matematika, ki bo prepoznal resničnost Kopernikove hipoteze.
De revolutionibus je razdeljena na šest knjig (razdelkov ali delov), ki natančno sledijo postavitvi Ptolemajevega Almagesta.
- I. knjiga s poglavji 1–11 je splošen pogled na heliocentrično teorijo in povzetek Kopernikove kozmologije. Svet (nebesna telesa) je sferičen, tako kot Zemlja, kopno in voda pa tvorita eno oblo. Nebesna telesa, vključno z Zemljo, imajo pravilna krožna in večna gibanja. Zemlja se vrti okoli svoje osi in kroži okoli Sonca.[7] Odgovori na vprašanje, zakaj so v preteklosti mislili, da je Zemlja središče vesolja. Opisano je zaporedje planetov, ki krožijo okoli Sonca in njihova periodičnost. Poglavja 12–14 podajajo izreke za geometrijo tetiv ter tabelo tetiv.
- II. knjiga opisuje principe sferične astronomije kot osnove za argumente, razvite v naslednjih knjigah, in daje obsežen katalog zvezd stalnic.[7]
- III. knjiga opisuje avtorjeva spoznanja o precesiji enakonočij in obravnava navidezna gibanja Sonca in s tem povezane pojave.
- IV. knjiga na podoben način opisuje Luno in njeno krožno gibanje.
- V. knjiga pojasnjuje, kako izračunati položaje tavajoče zvezde (planeta) na podlagi heliocentričnega modela in vsebuje preglednice za pet planetov.
- VI. knjiga se ukvarja z odmikom zemljepisne širine od ekliptike petih planetov.

Kopernik je trdil, da je vesolje sestavljeno iz osmih sfer. Najbolj oddaljeno sestavljajo nepremične, fiksne zvezde, z negibnim Soncem v središču. Znani planeti krožijo okoli Sonca vsak v svoji sferi v naslednjem vrstnem redu: Merkur, Venera, Zemlja, Mars, Jupiter, Saturn. Luna v svoji sferi kroži okoli Zemlje. Kar se je zdelo kot dnevno kroženje Sonca in zvezd stalnic okoli Zemlje, je bilo dejansko dnevno vrtenje Zemlje okoli lastne osi.
Kopernik se je držal enega od standardnih prepričanj svojega časa, in sicer, da je gibanje nebesnih teles sestavljeno iz enakomernih krožnih gibanj. To prepričanje je bilo razlog, da ni mogel pojasniti opazovanega navideznega gibanja planetov, ne da bi obdržal zapleten sistem epiciklov, podobnih tistim iz Ptolemajevega sistema. Kopernikov pogled na vesolje je bil radikalen premik od geocentrične k heliocentrični kozmologiji in resen udarec za Aristotelovo znanost, ki je pomagal začeti znanstveno revolucijo.